# 阿部貞夫
阿部貞夫（日语：阿部サダヲ，1970年4月23日—），或譯阿部SADAO，日本男演員，本名為阿部隆史（あべ たかし）。出身於千葉縣松戶市，畢業於松戶市立松戶高等學校。是松尾勝幸所帶領的劇團「大人計畫」的成員之一，以舞台劇演出為主活躍於演藝界。1995年與宮藤官九郎、村杉蝉之介組成樂團GROUP魂，以「破壞」之名擔任主唱。

## 生平

### 早年生活
生於千葉縣松戶市的小家庭，上有一個姐姐。曾進入松戶市立上本鄉第二小學校、松戶市立第六中學校就讀，畢業於松戶市立松戶高等學校。在幼稚園時是一個害羞的小孩，就算流鼻血也不會主動跟老師報告，直到小學時接觸棒球後，才變得較為開朗。小學時代的阿部在同年紀的小孩裡，裝扮頗時髦又愛「扮酷」，因此在一、二年級時很受女生歡迎。中學時期經常是歡笑的中心，擔任著受歡迎的角色。
因為崇拜職棒球員原辰徳而接觸棒球，並曾在棒球社待了很長一段時間（小三到高三），也因跑得很快，所以擅長盜壘。由於對棒球有強烈的興趣，高中時代便立志當專業棒球選手，並以進入甲子園為目標，但高二之後就認清事實放棄此夢想，主要原因是長得不夠高。
從小就喜歡看搞笑題材的作品，也常常藉由觀察人的時候，發現搞笑的材料。

### 事業
做過20種以上的兼職工作，第一份正式工作是在秋葉原的家電連鎖量販店LaOX工作，後來因為不喜歡這項工作而常翹班，某次負責開店時沒去上班，而被店家開除。 第二份工作則是當卡車司機。
在當卡車司機時，因為看深夜節目的介紹，對劇團產生好奇。在看過大人計画的舞台劇公演後，尋得除了棒球之外的興趣，約22歲時參加該劇團的試鏡，就此開始演藝生涯。藝名阿部サダヲ是取自二次大戰前阿部定事件中的阿部定，起名原由完全出自松尾スズキ的隨興。原本因為氣色不好，藝名差點被取成「死体写真」（死人照片）。 進入劇團不久，就受到松尾スズキ的賞識，恰巧遇到該劇團當時的台柱溫水洋一患病開刀，因此頂替溫水演出日本電視台深夜劇《演歌なアイツは夜ごと不條理な夢を見る》中亦正亦邪的角色，此劇也成為阿部第一部戲劇作品。慣性遲到的惡習卻差點阻礙了他的演藝事業。
目前為「大人計畫」劇團成員，參加舞台劇與日劇演出，並為同劇團成員宮藤官九郎編劇作品裡的常見演員，目前和宮九合作的戲劇《木更津貓眼》、《舞妓哈哈哈》、《謝罪大王》、《韋駄天～東京奧運故事～》，2005年和宮九、村杉蟬之介以「Group魂」樂團名義首次登上NHK紅白歌合戰。
2017年，先前有三次飾演大河劇經驗的阿部，正式獲選為2019年NHK大河劇男主角，也是第四次出演大河劇。

### 私生活
已婚，育有一子一女。曾在綜藝節目提及妻子是很擅長工作的人，因此在他未成名前的一家生計，是由妻子所負責。
甚少傳出負面新聞，但2007年底，被八卦雜誌《女性自身》拍到與松雪泰子吃完舞台劇慶功宴，一起步出餐廳的照片，並被雜誌形容成（怪演員）。曾數次被其它藝人酒友公開其酒品不佳，會出現亂摸同性友人和踢路邊公共設施的動作。
根據親友表示，阿部「在坐電車時會仔細的觀察老婆婆們」。阿部對於此行為的解釋是「因為我是被老奶奶帶大的孩子」。

## 獎項紀錄
- 2007年第31屆日本電影金像獎 最佳男主角提名（舞妓哈哈哈）
- 2008年第45屆金箭獎 演劇（舞台劇）獎
- 2017年第60屆藍絲帶獎最佳男主角（她不知道那些鳥的名字）
- 2021年度第29屆讀賣演劇大賞 男演員獎　( NODA・MAP番外公演「THE BEE」）
- 2024年第119回日劇學院賞最佳男主角（極度不妥！）
- 2023-24年度第50屆放送文化基金獎演技賞（極度不妥！）
- 2025年第33屆橋田賞

## 演出列表

### 廣播劇
- FMシアター：月より帰る（1995年9月9日，NHK FM）
- 青春アドベンチャー：不思議屋博物館　第11回「靴の中の砂利」、12回「夏の匂い」（2001年，NHK FM）
- FMシアター：喜劇が生まれた日（2003年12月6日，NHK FM）
- J-WAVE SUNTORY THEATER ZERO-HOUR：夏目漱石「心」（朗讀）（2004年2月2日，J-WAVE）

### 電視劇
- 演歌なアイツは夜ごと不條理（パンク）な夢を見る（1992年、日本電視台） - 司
- 晨間小說連續劇（NHK）
  - かりん（1993年） - 演劇部部長
  - こころ（2003年） - 中島銀
  - 紅豆麵包（2025年） - 屋村草吉
- 君を見つめて～トゥルーロマンス（1995年、日本電視台）
- キャンパスノート 第8話（TBS電視台）
- 大搜查線 第9話（1997年、富士電視台） - 佐伯五郎
- D×D 超能偵察員（1997年、日本電視台） - 片山明
- 美酒貴公子（1998年、富士電視台） - 小西榮作
- ここでキスして。（1999年、日本電視台）
- NHK大河劇（NHK）
  - 元祿繚亂（1999年） - 真田信就（日语：真田信就）
  - 平清盛 (大河劇)（2012年） - 信西
  - 女城主 直虎（2017年） - 德川家康
  - 韋駄天～東京奧運故事～（2019年） - 田畑政治（日语：田畑政治）
- to Heart（1999年、TBS電視台） - 山川
- 月下棋士（2000年、朝日電視台）
- 池袋西口公園（2000年、TBS電視台） - 濱口巡查
- 夏之雪（2000年、TBS電視台） - 山川
- 愛來了哈比（2000年、東京電視台）- 木津時雄
- 分手專家 （2001年、讀賣電視台）
- 八卦大作戰 #1『BULB'（2001年、朝日電視台） - 雄二
- 離天國最近的男人2（東京放送TBS） - 那須田潤
- 木更津貓眼（2002年、TBS電視台） - 貓田
- 媽媽的遺傳因子（2002年、TBS電視台） - 町田
- 私家偵探濱麥克（2002年、日本電視台） - 誠
- 讓我來拯救地球（2002年、東京放送TBS）- 高尾拓郎
- 東京物語（2002年、富士電視台） - 金子庫造
- 女男物語 第3話 - 從密室開始的戀愛（2003年、朝日電視台） - 吉田弘
- 我的老婆是男人（另譯：愛的魔法使）（2003年、日本電視台） - 田邊守
- 沒用的男人（2004年、TBS電視台） - 柿崎俊貴
- A side B（2004年、TBS電視台） - 赤川
- 月曜ミステリー劇場「ペットシッター沢口華子の事件簿2」（2004年、TBS電視台） - 宮本充
- 外科醫零子３﹝2004年﹞ - 植松久
- 生きたい～家族の命リレー生體肝移植～（2005年、日本電視台）- 中川治夫
- 虎與龍（2005年、TBS電視台） - 林家亭屯太(谷中龍平)
- 戀のから騒ぎドラマスペシャル『笑われる女』（2005年、日本電視台系） - 西川森一
- Unfair／非關正義（2006年、関西電視台發行、富士電視台） - 小久保祐二
- 折翼的天使們 第四夜「Slot」（2006年、富士電視台） - タカ
- 醫龍-Team Medical Dragon-（2006年、富士電視台） - 荒瀬門次
- 比誰都愛媽媽（2006年、TBS電視台） - 小粉紅（山田一郎）
- 非關正義特別篇：密碼破解（2006年、關西電視台發行、富士電視台） - 小久保祐二
- First Kiss（2007年、富士電視台） - 二階堂勝
- 世界奇妙物語秋季特別篇（2007年、富士電視台）
- 醫龍-Team Medical Dragon-2（2007年、富士電視台） - 荒瀬門次
- 週刊真木陽子 第3話（2008年、東京電視台） - 由起夫
- 監查法人（2008年、NHK）- 井上涼
- 那天，我們的生命輕如薄紙（2008年、日本電視台）- 黑木章
- OL日本（2008年、日本電視台）- 小旗健太
- 不毛地帶（2009年10月15日 - 2010年3月、富士電視台） - 田原秀雄
- 離婚同居（2010年5月18日 - 2010年6月15日、NHK） - 主演·小中大
- 醫龍-Team Medical Dragon-3（2010年10月14日 - 12月16日、富士電視台） - 荒瀬門次
- 寶貝的生活守則（2011年4月17日 - 7月3日、富士電視台） - 主演·高木護
  - 寶貝的生活守則 特別篇（2011年10月9日）
  - 寶貝的生活守則 特別篇 2014（2014年9月28日）
- Going My Home（2012年10月）
- 醫龍4（2014年1月，富士電視台）- 荒瀬門次
- 心碎四角關係（2015年4月8日－6月10日，富士電視台）- 主演·小島春太
- 經世濟民的男人（日语：経世済民の男） 第二部-小林一三（2015年9月5日－2015年9月12日，NHK）- 主演·小林一三
- 下剋上受驗（2017年1月13日－3月17日，TBS電視台）- 主演·櫻井信一
- anone（2018年1月10日－3月21日，日本電視台）- 持本舵
- Living（2020年5月30日、6月6日，NHK綜合） - 作家
- SWITCH（日语：スイッチ）（页面存档备份，存于）（2020年6月21日、朝日電視台） - 駒月直
- 恋する母たち （页面存档备份，存于）（2020年10月23日 - 12月18日，TBS） - 今昔亭丸太郎
- 恋する男たち 最終話（2020年12月18日，Paravi） - 主演・今昔亭丸太郎
- 我家的故事 第6話（2021年2月26日，TBS） - たかっし
- 空白を満たしなさい（2022年6月25日 - 7月30日，NHK綜合） - 佐伯
- 極度不妥！（2024年1月26日 - 3月29日，TBS） - 主演・小川市郎
- 幸福的婚姻（2025年7月17日 - ，朝日電視台） - 主演・原田幸太郎[8]

### 電影
- 東京新愛人（A New Love in Tokyo / Nightlife in Tokyo）（1994年）
- パチスロ物語　すられてたまるか (V)（1995年）
- 女虐（Naked Blood）(V)（1995年） - 吳永兒
- 常盤莊的青春（1996年） - 藤本弘
- ラブホテルの夜２ (V)
- Ｆ［エフ］（1998年） - 和田
- 蜘蛛の瞳（1998年） - 星
- ワンダフルライフ Wonderful Life（After Life）（1999年）
- シングル・ブルー Single Blue（1999年） - 辺見トオル
- グループ魂のでんきまむし（1999年）
- 漩渦（2000年） - 山口滿　－改編自伊藤潤二的作品
- 血を吸う宇宙（2001年） - 清彦
- 日雇い刑事（2002年） - ヤス（安藤貴司）
- 日本の裸族（2003年）
- 新刑事まつり一発逆転　リハビリ刑事（2003年）
- 木更津貓眼 日本系列（2003年） - 貓田
- 下妻物語（2004年） - 獨角獸的龍二、婦產科醫生
- eiko（2004年） - 大野淳史
- 北之零年（2005年） - 中野又十郎
- 午夜駭瞌浪人（2005年） - 金金
- 妖怪大戰争（2005年） - 川太郎
- 生命奇蹟小狐狸（2006年）
- 木更津貓眼 世界系列（2006年） - 貓田
- 非關正義電影版（2007年） - 小久保祐二
- 舞妓哈哈哈（2007年6月16日） - 主演・鬼塚公彦
- 夢十夜：第六夜（2007年）　－改編自夏目漱石的作品
- PACO與魔法繪本（2008年） - 堀米
- 阿嬤的幸福留言（2008年） - 茂田洋一
- 252生存訊號（2008年）
- 正義雙俠（2009年） - 海江田博士
- 媽媽的黃色腳踏車（2009年） - 沖田一志
- 男兒有淚不輕彈（なくもんか，2009年） - 主演・下井草祐太
- 大奧：女將軍與她的後宮三千美男（2010年）- 杉下
- 太平洋的奇蹟 （2011年2月11日）- 元木末吉
- アンフェア the movie2（2011年9月17日） - 小久保祐二
- 麻吉‧妖怪島（2011年12月17日） - ゴーヤもののけ・ゴーヤン （声優）
- ぱいかじ南海作戦（2012年7月14日） - 主演・佐々木
- 莫逆家族-バクギャクファミーリア-（2012年9月8日）- 横山あつし
- 賣夢二人組-夢売るふたり（2012年9月8日） - 主演・市澤貫也
- 這一生，至少當一次傻瓜（2013年6月8日） - 主演・木村秋則
- 謝罪大王（2013年9月28日） - 主演・黑島讓 役
- 寄生獸（2014年11月29日） - 米奇（MIGI） （声優）
- 殿、利息でござる（2016年9月30日）- 穀田屋十三郎
- 她不知道那些鳥的名字（日語:彼女がその名を知らない鳥たち （页面存档备份，存于））（2017年10月28日）-佐野陣治
- 大聲點笨蛋！完全不知道你在唱什麼（日語:音量を上げろタコ!なに歌ってんのか全然わかんねぇんだよ!! （页面存档备份，存于））（2018年10月12日）- 主演·シンShin
- 決算！忠臣藏（日語： 決算!忠臣蔵）（2019年11月22日）- 淺野內匠頭
- 母子情劫（2020）- 川田遼
- 殺人結業弒 （页面存档备份，存于）（2022年5月6日）- 主演・榛村大和
- アイ・アム まきもと（2022年9月） - 主演・牧本壯
- 工作細胞（2024年12月13日）- 漆崎茂

### 舞台劇
- 冬の皮（1992年3月）
- インスタントジャパニーズ（1992年8月）
- 殴られても好き（1992年12月）
- SEX KINGDOM（1993年2月）
- ゲームの達人（1993年8月）
- 愛の罰（1994年5月）
- 嘘は罪～もてない奴らが来る前に～（1994年9月）
- ネクスト・ミステリー（1994年11月）
- 口から花のさく女（1994年12月）
- COUNT DOWN（1995年3月）
- アッパーカットツアー（1995年5月）
- イツワ夫人 ～一度でいいから許して下さい（1995年7月）
- 熊沢パンキース（1995年9月）
- ちょん切りたい（1995年12月）
- 下北ビートニクス（1996年5月）
- ファンキー! ～宇宙は見える所までしかない（1996年7月）
- ウーマンリブ「ナオミの夢」（1996年9月）
- 愛の罰 -生まれつきなら仕方ない-（1997年4月）
- ウーマンリブ「ずぶぬれの女」（1997年9月）
- 生きてるし死んでるし（1997年12月）
- ローリングストーン（1998年4月）
- Heaven's Sign（1998年8月）
- 日本総合悲劇協会「ふくすけ」（1998年12月）
- 母を逃がす（1999年5月）
- ウーマンリブ「ウーマンリブ発射!」（1999年10月）
- キレイ ～神様と待ち合わせした女～（2000年6月）
- ウーマンリブ「グレープフルーツちょうだい」（2000年9月）
- 人間風車（2000年11月）
- エロスの果て（2001年3月）
- スズキビリーバーズ「マシーン日記」（2001年7月）
- ウーマンリブ「キラークイーン666」（2001年10月）
- 天保十二年のシェイクスピア（2002年2月）
- 春子ブックセンター（2002年5月）
- ニンゲン御破産（2003年2月）
- ウーマンリブ Vol.7「熊沢パンキース03」（2003年7月）
- レッツゴー!忍法帖（2003年12月）
- 透明人間の蒸気（2004年3月）
- イケニエの人（2004年11月）
- キレイ ～神様と待ち合わせした女～（再演）（2005年7月）
- ウーマンリブ Vol.9「七人の恋人」（2005年10月）
- まとまったお金の唄（2006年5～6月）
- 朧の森に棲む鬼（2006年12月 - 2007年2月）
- ドブの輝き（2007年5月）
- キャバレー（Cabaret，改編自同名百老匯音樂劇）（預定於2007年10月6日上演）
- 座頭市 （2007年）
- 女教師は二度抱かれた（2008年8月）
- R2C2（2009年4月）
- シダの群れ（2010年9月−10月）
- 母を逃がす（2010年11月−12月）
- ウェルカム・ニッポン（2012年3月−4月）
- 八犬伝（2013年3月−4月）
- 逆鱗（2016年1月29日－3月13日，東京藝術劇場）[9]

### 兒童節目
- わたしのきもち（配音）（2004年4月8日－2010年3月27日， NHK教育台）

### 綜藝節目（班底）
- 効果さん（1993年秋－1994年春，富士電視台）
- ＪＵＤＧＥ ＣＡＦＥ（2001年1月，BS-i）
- 笑う犬の太陽（2003年10月14日－12月9日，富士電視台）

### 紀錄片（旁白）
- ザ・ヒューマンD　第15回「細川佳代子」（2005年，東京電視台）

### 廣告
- 雀巢美祿（進入大人計画之前）
- 野菜の戦士
- 名古屋電視台（2003年左右，與荒川良良合演）
- たまごクラブ
- たまひよ
- コマーさる君（民放連、配音演出）
- 美食酒家ちゃんと（2006年）。
- 大和証券グループ（2007年，與古田新太合演）
- Mayo-Potato（2007年）
- アサヒ飲料富士山のバナジウム天然水（2009年）
- 参天製薬・サンテ40ｉCM（2010年～）
- NTTドコモ・フルハイビジョンケータイCM（2010年～、ダース・ベイダーと共演）

- 花王クイックルワイパーCM（2011年）
  - 「大そうじをバラ色に!」（店頭POP。2012年12月。宮川大輔、指原莉乃＋?、クイックルワイパーエッセンシャルローズ）
  - 「さぁ、ワクワク楽しい大そうじ!」（店頭POP。2012年12月。宮川大輔、指原莉乃、優香、クイックルワイパー

- KIRIN
  - キリンフリー（2013年）
  - のどごし生（2016年）

- アサヒ アクアゼロ（2014年）
- 日清ラ王 「新・食べたい男」(2017年)
- 味の素冷凍食品
  - やわらか若鶏から揚げ ボリュームパック（2020年 - ）
  - 水餃子（2020年）
- 関西電力 （页面存档备份，存于） ゼロカーボンビジョン2050（2021年 - ）

## 外部連結
- 大人計Profile：阿部サダヲ（日語）